# Patrick Bahanack
Patrick Bahanack (Yaundé, Camerún, 3 de agosto de 1997) es un futbolista camerunés. Juega de defensa y su equipo actual es el Levadiakos de la Superliga de Grecia.

## Clubes
| Club                     | País    | Año       | Part. | Goles |
| ------------------------ | ------- | --------- | ----- | ----- |
| Stade de Reims II        | Francia | 2017-2018 | 25    | 0     |
| Ergotelis F. C. (cedido) | Grecia  | 2018      | 14    | 1     |
| Stade de Reims II        | Francia | 2019      | 1     | 0     |
| Lamia F. C.              | Grecia  | 2020      | 11    | 0     |
| Levadiakos F. C.         | Grecia  | 2021-     | 22    | 2     |

## Palmarés

### Campeonatos nacionales
| Título                      | Club             | País   | Año     |
| --------------------------- | ---------------- | ------ | ------- |
| Segunda Superliga de Grecia | Levadiakos F. C. | Grecia | 2021-22 |